# Hörður Björgvin Magnússon
Hörður Björgvin Magnússon (Reikiavik, 11 de febrero de 1993) es un futbolista islandés. Juega de defensa y su equipo es el Panathinaikos F. C. de la Superliga de Grecia.

## Trayectoria
La carrera deportiva de Hörður comenzó en la cantera del Fram Reykjavík, llegando a disputar 6 partidos con el primer equipo, lo cual le valió para que la Juventus de Turín se hiciera con sus servicios, convirtiéndose en el primer islandés en fichar por el equipo de Turín. El 5 de agosto de 2013 fue traspasado al Spezia de la Serie B italiana.
El 24 de julio de 2014 volvió a ser traspasado, esta vez en forma de cesión al Cesena de la Serie A italiana, ese mismo año bajó de categoría a la Serie B y siguió cedido otra temporada más. Finalmente fue traspasado al Bristol City en julio de 2016. En 2018, mientras estaba disputando la Copa del Mundo, fue anunciado su fichaje por el CSKA Moscú.
En mayo de 2022 el club moscovita anunció su marcha al final de temporada una vez expirara su contrato. Entonces decidió seguir su carrera en el Panathinaikos F. C.

## Selección nacional
Ha sido internacional con la selección de fútbol de Islandia en 50 ocasiones y ha marcado 2 goles. Debutó el 12 de noviembre de 2014 en un encuentro amistoso ante la selección de Bélgica que finalizó con marcador de 3-1 a favor de los belgas.
Fue titular en los tres partidos que jugó Islandia en la Copa Mundial de Fútbol de 2018.

### Participaciones en Copas del Mundo
| Mundial                        | Sede  | Resultado    |
| ------------------------------ | ----- | ------------ |
| Copa Mundial de Fútbol de 2018 | Rusia | Primera fase |

### Participaciones en Eurocopas
| Eurocopa      | Sede    | Resultado        |
| ------------- | ------- | ---------------- |
| Eurocopa 2016 | Francia | Cuartos de final |

## Clubes
| Club                | País       | Año       |
| ------------------- | ---------- | --------- |
| Fram Reykjavík      | Islandia   | 2009-2010 |
| Spezia Calcio       | Italia     | 2013-2014 |
| Juventus F. C.      | Italia     | 2014      |
| A. C. Cesena        | Italia     | 2014-2016 |
| Bristol City F. C.  | Inglaterra | 2016-2018 |
| P. F. C. CSKA Moscú | Rusia      | 2018-2022 |
| Panathinaikos F. C. | Grecia     | 2022-     |

## Palmarés

### Títulos nacionales
| Título             | Club                | País   | Año  |
| ------------------ | ------------------- | ------ | ---- |
| Supercopa de Rusia | P. F. C. CSKA Moscú | Rusia  | 2018 |
| Copa de Grecia     | Panathinaikos F. C. | Grecia | 2024 |